# أتريمة ينبوعية
أتريمة ينبوعية (الاسم العلمي: Eutrema fontanum) هي نوع من النباتات يتبع جنس الأتريمة من الفصيلة الكرنبية.